# Długa Wieś (gromada)
Długa Wieś – dawna gromada, czyli najmniejsza jednostka podziału terytorialnego Polskiej Rzeczypospolitej Ludowej w latach 1954–1972.
Gromady, z gromadzkimi radami narodowymi (GRN) jako organami władzy najniższego stopnia na wsi, funkcjonowały od reformy reorganizującej administrację wiejską przeprowadzonej jesienią 1954 do momentu ich zniesienia z dniem 1 stycznia 1973, tym samym wypierając organizację gminną w latach 1954–1972.
Gromadę Długa Wieś z siedzibą GRN w Długiej Wsi (obecnie są to trzy wsie – Długa Wieś Pierwsza, Długa Wieś Druga i Długa Wieś Trzecia) utworzono – jako jedną z 8759 gromad na obszarze Polski – w powiecie kaliskim w woj. poznańskim, na mocy uchwały nr 22/54 WRN w Poznaniu z dnia 5 października 1954. W skład jednostki weszły obszary dotychczasowych gromad Długa Wieś I, Długa Wieś II, Długa Wieś III (bez miejscowości Czerwieniec), Werginki i Petryki Folwark, ponadto miejscowości Kiączyn Stary i Wyrów z dotychczasowej gromady Kiączyn oraz miejscowości Petryki i Ostrówek z dotychczasowej gromady Petryki ze zniesionej gminy Zbiersk; obszary dotychczasowych gromad Piątek Mały i Piątek Mały Kolonia ze zniesionej gminy Pamięcin; a także obszar dotychczasowej gromady Piątek Wielki oraz pozostała część dotychczasowej gromady Piątek Wielki-Brzezina (która nie weszła w skład nowo utworzonych gromad Blizanów i Jarantów Wieś) ze zniesionej gminy Brudzew – w tymże powiecie. Dla gromady ustalono 25 członków gromadzkiej rady narodowej.
29 lutego 1956 z gromady Długa Wieś wyłączono miejscowość Piątek Wielki-Kolonia, włączając ją do gromady Blizanów w tymże powiecie; do gromady Długa Wieś włączono natomiast miejscowość Kolonia Złotniki Małe z gromady Goliszew tamże.
1 stycznia 1970 do gromady Długa Wieś włączono 181,66 ha z miasta Stawiszyn w tymże powiecie, natomiast 22,33 ha (część wsi Długa Wieś) z gromady Długa Wieś włączono do miasta Stawiszyn.
Gromada przetrwała do końca 1972 roku, czyli do kolejnej reformy gminnej.